# Перуанская скватина
Перуанская скватина или перуанский морской ангел (лат. Squatina armata) — вид рода плоскотелых акул одноимённого семейства отряда скватинообразных. Эти акулы встречаются в восточной части Тихого океана на глубине до 75 м. Максимальная зарегистрированная длина 150 см. У них уплощённые голова и тело, внешне они похожи на скатов, но в отличие от последних жабры скватин расположены по бокам туловища и рот находится в передней части рыла, а не на вентральной поверхности. Эти акулы размножаются путём яйцеживорождения.  Не представляют интереса для коммерческого рыбного промысла.

## Таксономия
Впервые вид был научно описан в 1887 году. Для уточнения таксономии скватин, обитающих в восточной части Тихого океана, необходимы дальнейшие исследования. В предварительном порядке Л.Компаньо признал перуанскую скватину отдельным от калифорнийской скватины видом на основании первоначального описания Филиппи, однако отметил, что это разделение основано на ограниченном и в некоторой степени противоречивом материале. Кроме того, Компаньо подтвердил, что в юго-восточной части Тихого океана может обитать несколько видов скватин.
Видовой эпитет происходит от слова лат. armatus — «вооружённый», что объясняется наличием крупных колючек на рыле, пространстве между глазами, спине и по краям грудных плавников. 

## Ареал
Перуанские скватины обитают в юго-восточной части Тихого океана у берегов Чили, Колумбии, Эквадора и Перу. Эти акулы встречаются на континентальном шельфе на глубине от 30 до 75 м.

## Взаимодействие с человеком
Вид не представляет интереса для коммерческого рыбного промысла. В качестве прилова эти акулы попадаются в донные тралы и кустарные жаберные сети. В Перу за период с 1964 по 1999 год ежегодные уловы этих акул составляли в среднем 267 метрические тонны, минимум пришёлся на 1992 год (55 метрические тонны), а максимум — на 1982 (1126 метрических тонн) и 1986 года (1615 метрических тонн). Вероятно, пиковые уловы связаны с Эль-Ниньо. Данных для оценки Международным союзом охраны природы статуса сохранности вида недостаточно. 